# Osphradium
Als Osphradium (von mittelgriechisch ὀσφρἁδιον osphrádion „Riechmittel“), im Plural Osphradien oder auch Spengelsche Organe genannt, bezeichnet man ein ursprünglich paarig angelegtes Sinnesorgan bei wasserlebenden Weichtieren (Mollusca). Die Osphradien liegen als eine mit Flimmern bedeckte Hautverdickung am Eingang der Mantelhöhle und sind als kiemenähnliche Chemo- und Mechanorezeptoren ausgebildet.
Manche Schnecken finden ihre Beute durch die olfaktorische Wahrnehmung im Wasser, welches die Kiemen durchfließt. In einigen Weichtiergruppen können die Osphradien zu einem Organ verschmolzen oder ganz reduziert sein (z. B. Kahnfüßer (Scaphopoda)).